# San Antonio Silver Stars 2004
La stagione 2004 delle San Antonio Silver Stars fu l'8ª nella WNBA per la franchigia.
Le San Antonio Silver Stars arrivarono settime nella Western Conference con un record di 9-25, non qualificandosi per i play-off.

## Roster
| N° | Naz.                   | Ruolo | Sportivo            | Anno | Alt. | Peso |
| -- | ---------------------- | ----- | ------------------- | ---- | ---- | ---- |
| 1  | Stati Uniti (bandiera) | G     | Toccara Williams    | 1982 | 175  | 66   |
| 3  | Stati Uniti (bandiera) | G     | Marie Ferdinand     | 1978 | 175  | 69   |
| 7  | Stati Uniti (bandiera) | AC    | Jessie Hicks        | 1971 | 193  | 85   |
| 9  | Stati Uniti (bandiera) | G     | Tai Dillard         | 1981 | 175  | 70   |
| 10 | Polonia (bandiera)     | GA    | Agnieszka Bibrzycka | 1982 | 188  | 76   |
| 11 | Turchia (bandiera)     | C     | Nevriye Yılmaz      | 1980 | 193  | 86   |
| 12 | Polonia (bandiera)     | C     | Margo Dydek         | 1974 | 218  | 101  |
| 13 | Stati Uniti (bandiera) | A     | Gwen Jackson        | 1980 | 188  | 83   |
| 14 | Stati Uniti (bandiera) | G     | Shannon Johnson     | 1974 | 170  | 65   |
| 15 | Stati Uniti (bandiera) | A     | Adrienne Goodson    | 1966 | 183  | 74   |
| 21 | Stati Uniti (bandiera) | G     | Semeka Randall      | 1979 | 173  | 77   |
| 32 | Stati Uniti (bandiera) | A     | LaToya Thomas       | 1981 | 188  | 77   |
| 33 | Stati Uniti (bandiera) | AC    | Adrian Williams     | 1977 | 193  | 77   |
| 45 | Stati Uniti (bandiera) | A     | Jocelyn Penn        | 1979 | 183  | 73   |
| 54 | Stati Uniti (bandiera) | C     | Mandisa Stevenson   | 1982 | 191  | 75   |

## Staff tecnico
- Allenatori: Dee Brown (6-18), Shell Dailey (3-7)
- Vice-allenatori: Vonn Read, Shell Dailey (fino al 30 luglio)
- Preparatore atletico: Kevin Semans
- Preparatore fisico: Patrice Arnold